# Логба (язык)
Логба — один из нигеро-конголезских языков, на котором по разным оценкам говорят от 5 000 до 10 тысяч человек.
Носители языка логба населяют юго-восточные районы Ганы
Код языка — lgq (ISO 639-3).

## Фонология

### Гласные и тона
В языке логба есть три тона: восходящий, низкий и высокий.
Слоги открыты, каждый гласный имеет тон.

### Согласные
Список согласных логба: m, k, j, p, w, n, s, t, b, l, g, ŋ, d, ɲ, f, r, z, v, ts, x, gb, kp, dz, ɖ, ɦ.